# Osnovna šola Grad
Osnovna šola Grad je osrednja izobraževalna ustanova v Občini Grad. Obsega osnovno šolo, ki izvaja program devetletke in vrtec. Ustanovitelj Osnovne šole Grad je Občina Grad.

### Šolski prostor
Odprtje šole pri Gradu je bilo 17. oktobra 1971, telovadnice  26. oktobra 1997. Vzporedno s telovadnico se je gradil tudi prizidek vrtca, gospodinjske učilnice in računalnice, ki pa je žal zaradi pomanjkanja finančnih sredstev zastal. Vrtec z enim oddelkom je začel delovati  s šolskim letom 2000/01.
V šolskem letu 2000/01 je OŠ Grad s pomočjo občine  izgradila računalniško omrežje. Sedaj imajo učenci na voljo sodobno računalnico. 

### Zaposleni
Ravnatelj je g. Viktor Navotnik.
Trenutno je na OŠ Grad zaposlenih 19 strokovnih delavcev, socialna delavka, tajnik, sedem tehničnih delavcev in trije varnostniki.

### Šolski okoliš
Šolski prostor je določen z aktom o ustanovitvi, v okviru katerega šola prevzema odgovornost za učence. Sestavlja ga šolska zgradba z igriščem.
V  šolo prihajajo učenci iz naslednjih vasi: Grad, Motovilci, Dolnji Slaveči,
Kruplivnik, Radovci, Vidonci, Kovačevci in Vadarci.